# San Ignacio Nopala
San Ignacio Nopala är en ort i Mexiko.   Den ligger i kommunen Tepeji del Río de Ocampo och delstaten Hidalgo, i den sydöstra delen av landet, 50 km nordväst om huvudstaden Mexico City. San Ignacio Nopala ligger 2 168 meter över havet och antalet invånare är 1 534.
Terrängen runt San Ignacio Nopala är kuperad norrut, men söderut är den platt. San Ignacio Nopala ligger nere i en dal. Runt San Ignacio Nopala är det ganska tätbefolkat, med 207 invånare per kvadratkilometer. Närmaste större samhälle är Tepeji de Ocampo, 7,9 km norr om San Ignacio Nopala. I omgivningarna runt San Ignacio Nopala växer huvudsakligen savannskog.